# Lijst van spelers van De Volewijckers
Dit is een lijst van voetballers die minimaal één officiële wedstrijd hebben gespeeld in het eerste elftal van de Nederlandse voormalig betaaldvoetbalclub De Volewijckers.

## A
- Co Adriaanse
- Wout Advocaat
- Dick Alberts
- Dick van Alphen

## B
- Chris Bachofner
- Hans Bakker
- Klaas Bakker
- Joop Balsing
- Bert Binken
- Jan Boekestein
- Toon den Boer
- Kees Boogaard
- Piet Boogaard
- Cor ten Bosch
- Dries Boszhard
- Sjabbe Bouman
- Bab van Breenen
- Jan ten Brink
- Joop Broertjes

## C
- Ger Clement
- Tonny Coster

## D
- Joop Daggelder
- Roy Dannarag
- Arie van Dijk
- Draayer
- René Duits

## E
- Henk Ellens
- Johan Engelsma

## F
- Tonny Fens
- Dick Fiene

## G
- Wim van Gelder
- Max Goedkoop
- Herman Gongrijp

## H
- Arnold van Haren
- Chris Hartman
- Hennie Heerland
- Willy van 't Hek
- Bertus van Hilten
- Eddy Hoogenberk
- Jaap Houtkoper

## J
- Teun-Jan Jongens
- J. de Jong
- Bob de Jongh
- Daan de Jongh

## K
- Piet Kamstra
- Gerrie Kaspers
- Cees Kick
- Frits Kick
- Jan Kirsten
- Wim Klaasen
- Jan de Kleijn
- Jan Koppedraaijer
- H. Koppes
- Paul Korsel
- Jan Kroese

## L
- Willem Ladenius
- Ger Lagendijk
- Joop Lok
- Henk Looijen

## M
- Johan de Maaijer
- Meeuwis Majoor
- Joop van der Mast
- Jan van Meeteren
- Co Meijer
- Han Meijer
- Rob Meuwessen
- Hans Molenaar
- Nol Mouw
- Arie Muller
- Wim Muller
- Piet van der Muts

## N
- Bob Nederlof
- Bob Nieuwenhout

## O
- Simon van der Oord

## P
- Cor Peil
- Peet Petersen
- Petit
- Rob van der Plas
- Henk van der Pol
- Otto Polak
- Bob Ponsen

## R
- Harry Reimers
- Hans Reuser
- Wim Riechelman
- Rinia
- Robbie Romeijn
- Willem Roskam
- Wim Ruitenbeek
- Jan Ruijter
- Kees Ruiter
- Dirk de Ruiter (senior)
- Dirk de Ruiter (junior)
- Peter de Ruiter

## S
- Johnny Schaap
- Wout Schaft
- Leo Schats
- Dick Schenkel
- Fred Schoonderwoerd
- Gerard Schoonewille
- Bart Severijnse
- Jan Severijnse
- Nico Sijmons
- Cees van Slooten
- Chris Smit
- Ferry van Steen
- Co Stout
- Frits Soetekouw

## V
- Joop van Vegten
- Joop Vermeulen
- Ben Verweij
- Hans de Vos
- De Vries
- Herman de Vries
- Sjaak de Vries

## W
- Pim Waaijenberg
- Gerben Wagenaar
- Tom Weenink
- Hassie van Wijk

## Z
- Cor Zonneveld
- Rein Zurburg
- Zwaan